# Xcehus
Xcehus es una localidad del estado de Yucatán, México, en el municipio de Seyé.

## Toponimia
El nombre (Xcehus) proviene del idioma maya.

## Localización
Xcehus se encuentra al norte de Seyé.

## Datos históricos
- En 1970 cambia el nombre de Xcehus a X-Cehus.
- En 1980 cambia a Xceus.
- Actualmente se llama Xcehus.

## Importancia histórica
Tuvo su esplendor durante la época del auge henequenero y emitió fichas de hacienda las cuales por su diseño son de interés para los numismáticos. Dichas fichas acreditan la hacienda como propiedad de Víctor Cicero Cervera.

## Demografía
Según el censo de 1980 realizado por el INEGI, la población de la localidad era de 25 habitantes, de los cuales 16 eran hombres y 9 eran mujeres.
| 131                         | 130 | 85 | 69 | 24 | 25 | 24 | 24 | 25 |
| (Fuente: INEGI [Consultar]) |     |    |    |    |    |    |    |    |

## Galería

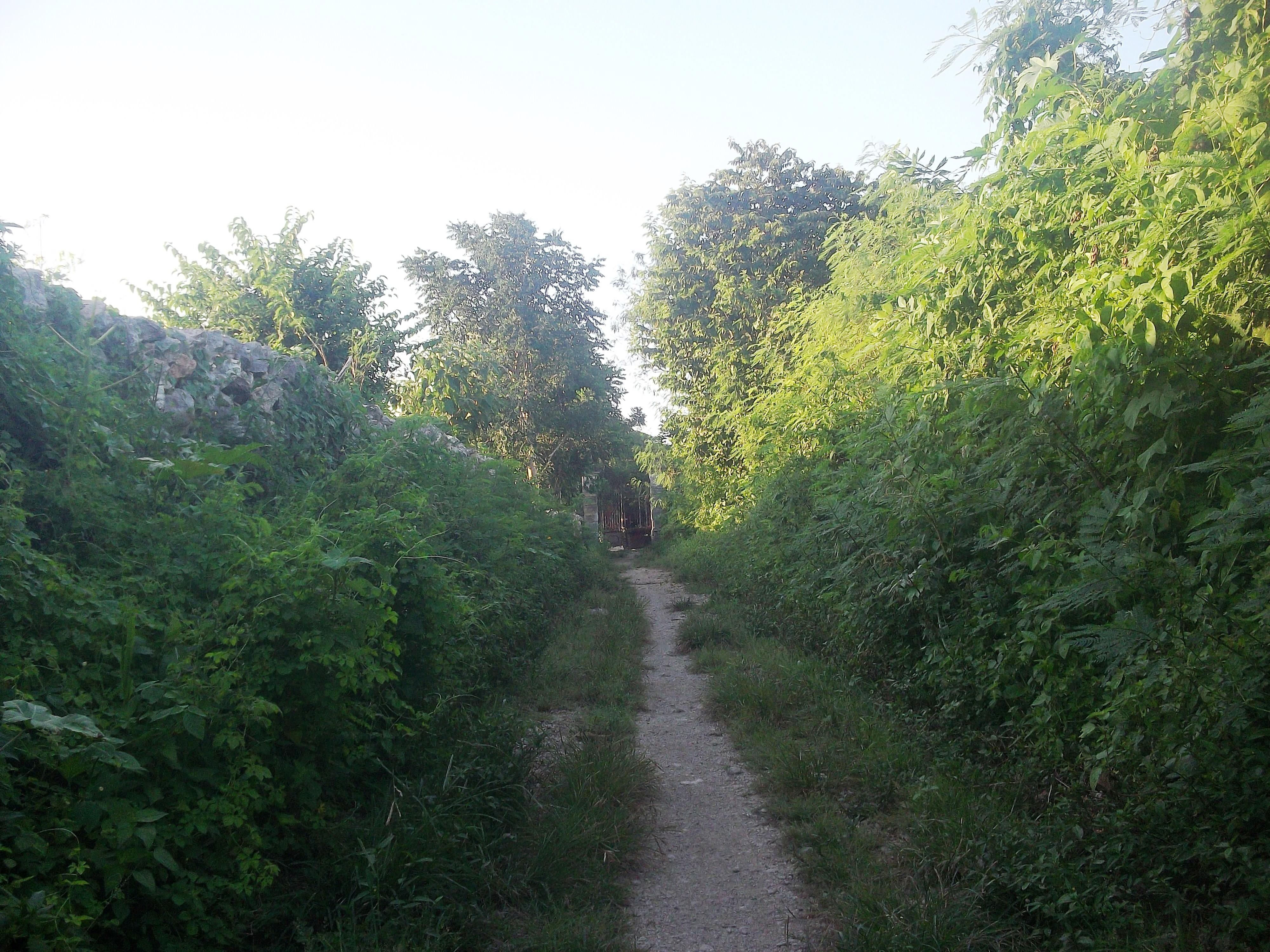
Entrada Xcehus.
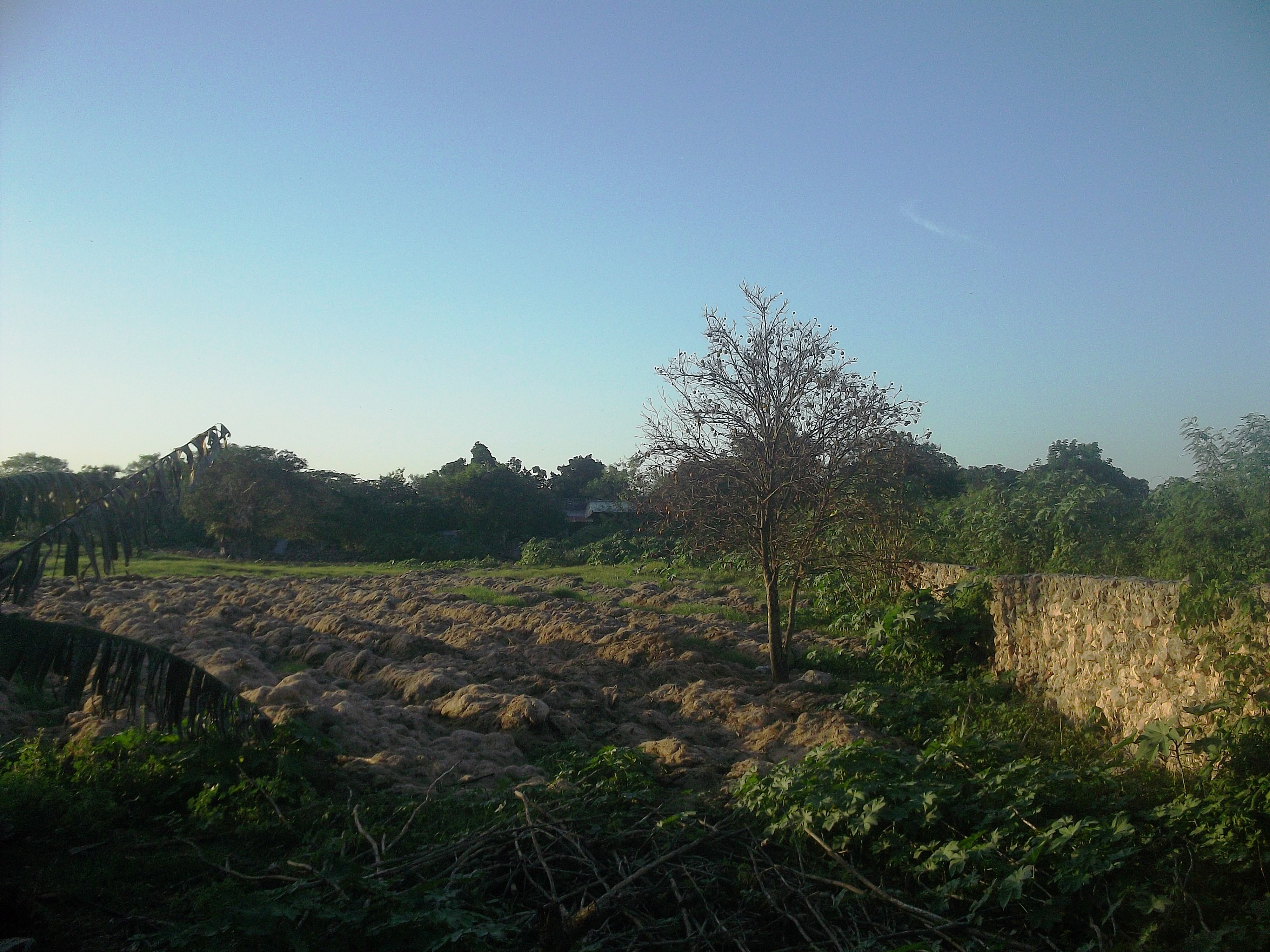
Vista de Xcehus.
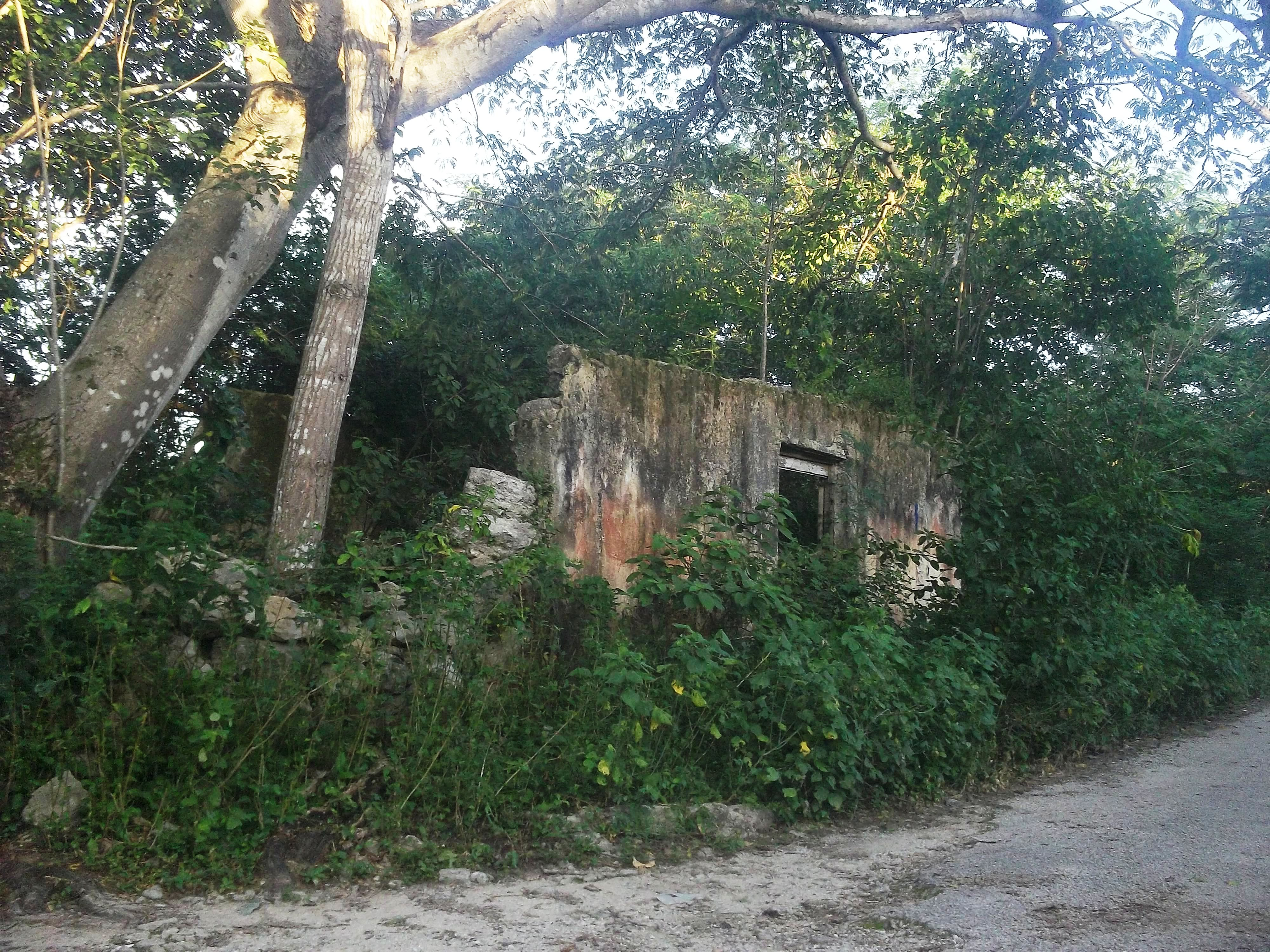
Antigua casa de Xcehus.